# 29980 Dougsimons
29980 Dougsimons (1999 SV6) là một tiểu hành tinh vành đai chính được phát hiện ngày 30 tháng 9 năm 1999 bởi C. W. Juels ở Fountain Hills.